# ラープ・カッツェンシュタイン RK-26

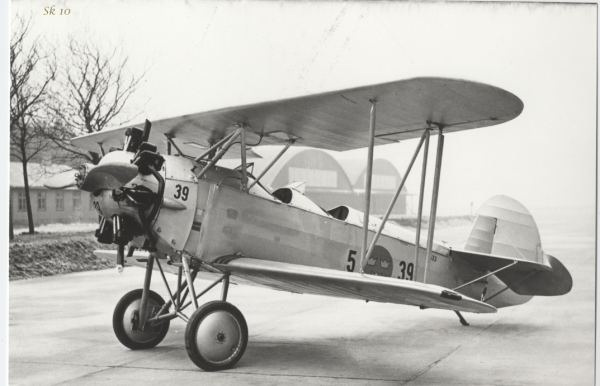
フィンランド空軍のラープ・カッツェンシュタイン RK-26

ラープ・カッツェンシュタイン RK-26(Raab-Katzenstein RK-26 Tigerschwalbe)は1920年代のドイツの2座席の練習機である。 ゲルハルト・フィーゼラーが設計し、後にフィゼラー飛行機（Fieseler Flugzeugbau）となるカッセルのラープ・カッツェンシュタインで製作された。
有名なスタント・パイロットであったゲルハルト・フィーゼラーが1920年代に設計した。フィーゼラーはRK-26で、曲技飛行のチャンピオンとなり、スウェーデン空軍が練習機として興味を持ち、1930年12月にスウェーデンに招かれ、スウェーデンの航空機メーカー、ASJA（AB Svenska Jarnvagsverkstadernas Aeroplanavdelning）は、RK-26、1機を購入した。スウェーデン空軍はいろいろなエンジンを搭載してテストを行い、後にASJAに25機のRK-26を発注した。
スウェーデン空軍はSk 10という記号をつけて1932年から1945年の間運用された。オリジナルの機体よりも200kgの重量増加をもたらした改造が加えられたため、運動性が悪化し事故が相次ぐことになった。25機のうち18機が失われた。
1934年に民間パイロットL. Hemmeringerが購入したRK-26は、フィンランドとソビエト連邦の間の冬戦争が始まると、フィンランド空軍に寄付された。フィンランド軍の塗装がされ、1940年2月9日からスウェーデン義勇軍によって使用されたが、エンジン不調や予備部品の不足によりVeitsiluotoの空軍基地に留まっていることが多かった。
スウェーデン空軍博物館に1機のSk 10が保存されている。

## 要目
- 乗員: 2名
- 全長: 6.55 m
- 全巾; 8.40 m
- 全高: 2.66 m
- 最大離陸重量: 1,100 kg
- エンジン: 1x Armstrong Siddeley Lynx
- 出力 200-215 hp

- 最大速度: 190 km/h
- 巡航高度：5,000 m